# Szaitó Kóki
Szaitó Kóki (斉藤 光毅) (Tokió, 2001. augusztus 10. –) japán válogatott labdarúgó.

## Klub
A labdarúgást a Yokohama FC csapatában kezdte. 63 bajnoki mérkőzésen lépett pályára és 9 gólt szerzett. 2021-ben a Lommel SK csapatához szerződött.

## Nemzeti válogatott
A japán U20-as válogatott tagjaként részt vett a 2019-es U20-as labdarúgó-világbajnokságon.